# Сухопутные войска Швеции
Сухопутные войска Швеции (швед. Svenska armén) — вид вооружённых сил Швеции, основной задачей которого является подготовка сухопутных войск и войск ПВО. Численность армии значительно сокращена после окончания Холодной войны. Существует отдельная часть Королевской гвардии — Полк лейб-гвардии.

## Командование
До 1975 года главнокомандующим шведской армии формально являлся король Швеции. В 1937 году была введена должность и штаб «начальника армии» (chefen för armén, CA) для командования армией в мирное время. После существенной реорганизации армии в 1994 году этот штаб перестал существовать как самостоятельная организация, а вместо него был введен пост «начальника штаба армии» (chefen för arméledningen).
В 1998 году была проведена новая реорганизация, в результате которой большая часть обязанностей начальника штаба армии перешла к вновь образованной должности «Генерального инспектора армии» (generalinspektören för armén). Аналогичные должности генеральных инспекторов имеются также на флоте (generalinspektören för marinen) и в военно-воздушных силах (generalinspektören för flygvapnet).

### Начальники армии
- Пер Сюльван (Per Sylvan, 1937—1940)
- Ивар Хольмквист (Ivar Holmquist, 1940—1944)
- Арчибальд Дуглас (Archibald Douglas, 1944—1948)
- Карл Август Эренсверд (Carl August Ehrenswärd, 1948—1957)
- Торд Бонде (Thord Bonde, 1957—1963)
- Курт Йоранссон (Curt Göransson, 1963—1969)
- Карл Эрик Альмгрен (Carl Eric Almgren, 1969—1976)
- Нильс Шёльд (Nils Sköld, 1976—1984)
- Эрик Бенгтссон (Erik G. Bengtsson, 1984—1990)
- Оке Сагрен (Åke Sagrén, 1990—1994)

### Начальники штаба армии
- Оке Сагрен (Åke Sagrén, 1994—1996)
- Мертил Мелин (Mertil Melin, 1996—1998)

### Генеральные инспекторы
- Пауль Дегерлунд, (Paul Degerlund, 1998—2000)
- Алф Сандквист, (Alf Sandqvist, 2000—2003)

### Армейские инспекторы
- Алф Сандквист, (Alf Sandqvist, 2003—2005)
- Сверкер Йоранссон, (Sverker Göranson, 2005—2007)
- Берндт Грундевик, (Berndt Grundevik, 2007—2012)
- Андерс Браннстром, (Anders Brännström, 2012—2013)

### Армейские начальники
- Андерс Браннстром, (Anders Brännström, 2014—2016)
- Карл Энгельбректсон, (Karl Engelbrektson, 2016 — н. в.)

## Структура

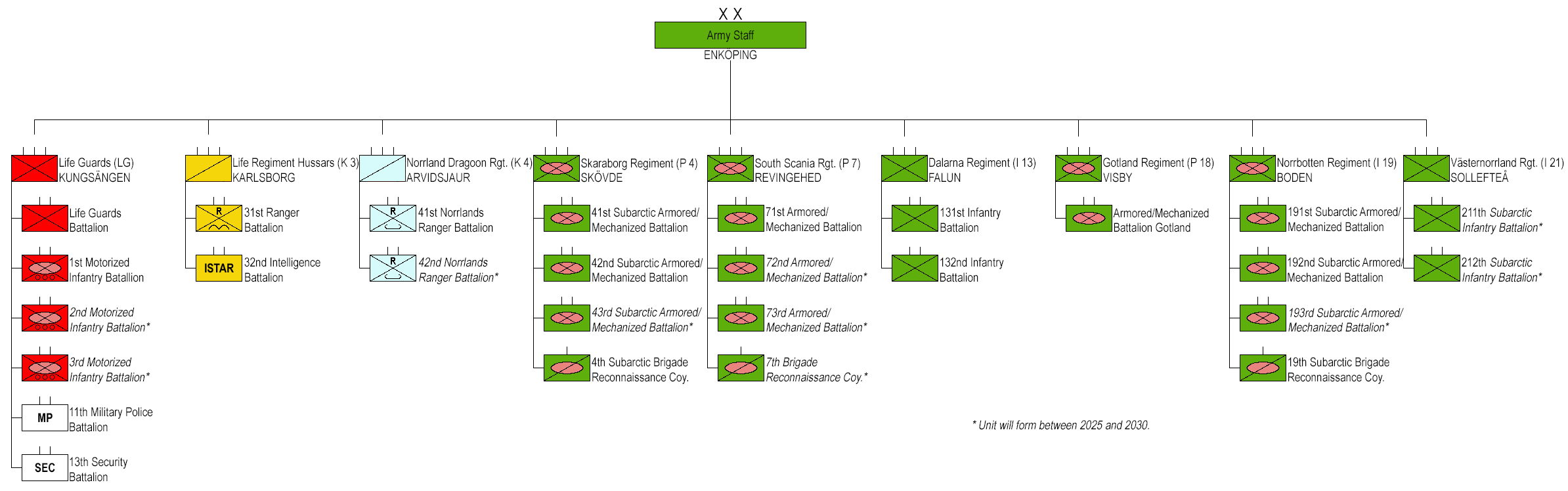
Боевые формирования СВ Швеции 2022

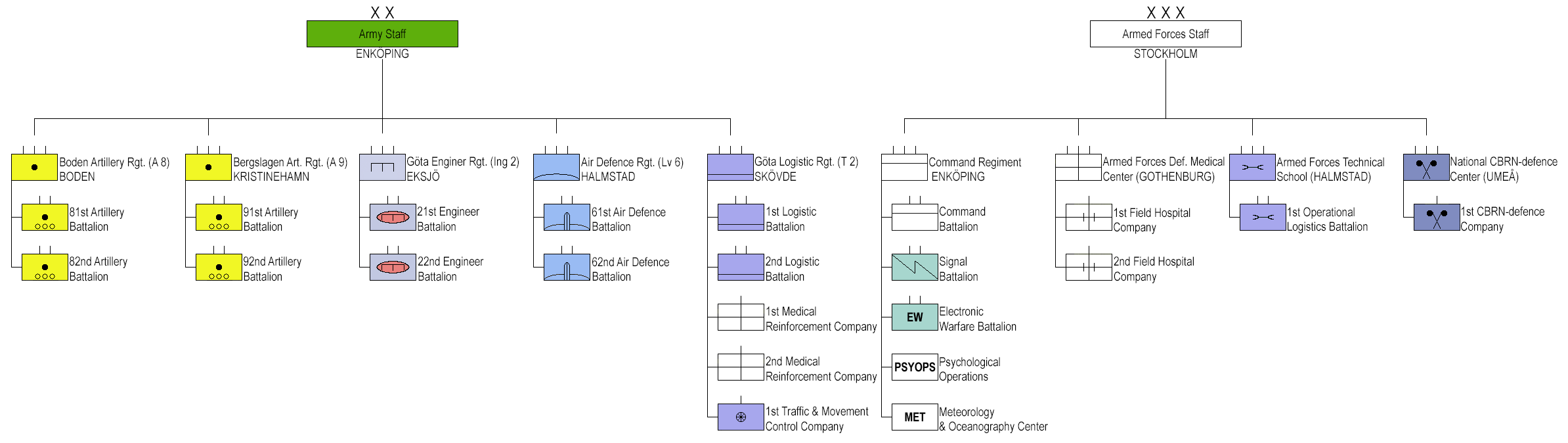
Формирования боевого и тылового обеспечения ВС Швеции 2022

### Административная структура
В мирное время основным подразделением шведской армии является полк (regementet).
Штаб СВ (Arméstaben (Ast)), Гарнизон Энчёпинг
Подразделения командной поддержки (Ledningsförband):
- Командный полк (Ledningsregementet (LedR)), Гарнизон Энчёпинг
  - Учебные роты:
    - 1-я рота (Лейб-гвардии рота) (Livkompaniet) — неактивная
    - 2-я рота (Рота Расбу) (Rasbo kompani) — для подготовки офицеров и солдат для штабной и тыловой службы, в военного время развертывается в роту бригадного командного пункта (Brigadens ledningsplatskompani).
    - 3-я рота (Оландская рота) (Olands kompani) — для подготовки офицеров и солдат для тактической связи, спутниковой коммуникации и ремонта техники, в военного время развертывается в две бригадные роты связи, соответственно 2-й и 3-й бригады.
    - 4-я рота (Рота Уппсала) (Uppsala kompani) — для подготовки офицеров и солдат для оперативной и автоматизированной связи и спутниковой коммуникации.
    - 5-я рота (Рота Хюндра херад) (Hundra härads kompani) — для подготовки офицеров и солдат для средств РЭБ
    - 6-я рота (Рота Сигтуна) (Sigtuna kompani) — неактивная
    - 7-я рота (Рота Хагюнда) (Hagunda kompani) — неактивная
    - 8-я рота (Рота Энчёпинг) (Enköping kompani) — неактивная
    - 9-я рота (9. kompaniet) — неактивная
    - 10-я рота (10. kompaniet) — неактивная
- Школа сухопутного боя (Markstridsskolan (MSS)), Гарнизон Шёвде и Полигон Престтомта

Бронетанковые войска (Pansartrupperna):
- Скараборгский полк (4-й танковый) (Skaraborgs regemente (P 4)), Гарнизон Шёвде
  - Учебные роты:
    - Лейб-гвардии рота (Livkompaniet) — подготовка штабных и тыловых офицеров и солдат, инженеров для 41-го и 42-го механизированного батальона
    - Сконингская рота (Skånings kompani) — подготовка мотострелков для 41-го и 42-го механизированного батальона
    - Рота Вартофта (Wartofta kompani) — подготовка танкистов для 41-го и 42-го механизированного батальона и 18-й боевой группы на о-ве Готланд
    - Рота Вилска (Wilska kompani) — подготовка мотострелков для 41-го и 42-го механизированного батальона
    - Рота Вадсбу (Wadsbo kompani) — подготовка тылового персонала для 41-го и 42-го механизированного батальона и 1-й тяжелой транспортной роты
    - Кокиндская рота (Kåkinds kompani) — базовая и групповая подготовка свежих контрактников, подготовка сержантов и курсы подготовлении офицерских кандидатов
    - Гренадерская рота (Grenadjärkompaniet) — в военного время развертывается в разведывательную роту 2-й бригады, находится в Кварн
- Южно-Сконский полк (7-й танковый) (Södra skånska regementet (P 7)), Гарнизон Ревинге
  - Учебные роты:
    - Лейб-гвардии рота (Livkompaniet)
    - 1-я рота (2. kompaniet) — неактивная
    - Стрелковая рота (Skytts kompani) (Tross) — подготовка тыловиков
    - Вемменхёгская рота (Wemmenhögs kompani) — подготовка штабников
    - Херрестадская рота (Herrestads kompani) — подготовка пехотинцев
    - Рота Ферс (Färs kompani) — подготовка мотострелков
    - Рота Ингельстад (Ingelstad kompani) — подготовка танкистов
    - Рота Бара (Bara kompani) — подготовка персонала охраны и эскорта
- Готландский полк (18-й танковый) (Gotlands regemente (P 18)), Гарнизон Висбю
- Норрботтенский полк (19-й пехотный) (Norrbottens regemente (I 19)), Гарнизон Буден
  - Учебные роты:
    - Лейб-гвардии рота (Livkompaniet)
    - Рота Питео (Piteå kompani)
    - Рота Каликс (Kalix kompani)
    - Рота Ронео (Råneå kompani)
    - Рота Торнео (Torneå kompani)
    - Рота Элвсбю (Älvsby kompani)
    - Рота Гелливаре (Gällivare kompani)
    - Буденская рота (Bodens kompani)

Пехота и кавалерия (Infanteriet och kavalleriet)
- Лейб-гвардии полк (Livgardet (LG)), Гарнизон Кунгсенген (Стокгольм)
  - До 2011 года полк включал двух учебных батальонов. Сегодня оперативнье батальоны подготовлет контрактников.
- Далский полк (13-й пехотный) (Dalregementet (I 13)), Гарнизон Фалун
  - Учебные роты:
    - Рота Лександс (Leksands kompani)
    - Рота Гагнеф (Gagnef kompani)
    - Рота Гюстаф (Gustafs kompani)
    - Рота Вестердал (Västerdals kompani)
    - Рота Орса (Orsa kompani)
    - Рота Мура (Mora kompani)
    - Рота Ретвик (Rättviks kompani)
- Вестерноррландский полк (21-й пехотный) (Västernorrlands regemente (I 21)), Гарнизон Соллефтео
- Емтландский фельдъегерский корпус (Jämtlands fältjägarkår (JFK)), Гарнизон Эстерсунд — подготовка сил территориальной обороны
  - Учебные роты:
    - Лейб-гвардии рота (Livkompaniet)
    - Бергская рота (Bergs kompani)
    - Ревсундская рота (Revsunds kompani)
    - Хаммердальская рота (Hammerdals kompani)
- Лейб-гвардии гусарский полк (3-й кавалерийский) (Livregementets husarer (K 3)), Гарнизон Карльсборг
  - Учебные эскадроны:
    - 1-й лейб-гвардии эскадрон (Lifskvadron (1. skv)) — начальная военная подготовка (GMU)
    - 2-й эскадрон Эребру (Örebro skvadron (2. skv)) — подготовка десантников для 31-го пдб и поддержка пдр в готовности
    - 3-й эскадрон Восточной Нерике (Östra Nerike skvadron (3. skv)) — подготовка разведчиков для 32-го рб
    - 4-й эскадрон Западной Нерике (Västra Nerike skvadron (4. skv)) — неактивный
    - 5-й эскадрон Вадсбу (Vadsbo skvadron (5. skv))
    - 6-й эскадрон Валла (Valla skvadron (6. skv))
    - 7-й эскадрон Санна (Sanna skvadron (7. skv))
    - 8-й эскадрон Арбога (Arboga skvadron (8. skv)) — неактивный
- Норрландский драгунский полк (4-й кавалерийский) (Norrlands dragonregemente (K 4)), Гарнизон Арвидсъяур
  - Учебные эскадроны:
    - Эскадрон Алсенс (Alsens skvadron)
    - Эскадрон Фрёсён (Frösön skvadron)
    - Эскадрон Юмео (Umeå skvadron)
    - Эскадрон Арвидсяур (Arvidsjaur skvadron)
- Оперативная группа специальных операций (Särskilda operationsgruppen (SOG)) (Карлсборг), сформирована в 2011 году на базе двух других подразделений специального назначения: Särskilda skyddsgruppen (SSG) и Särskilda inhämtningsgruppen (SIG)

Артиллерия (Artilleriet)
- Боденский артиллерийский полк (8-й артиллерийский) (Bodens artilleriregemente (A 8)), Гарнизон Буден
- Бергслагенский артиллерийский полк (9-й артиллерийский) (Bergslagens artilleriregemente (A 9)), Гарнизон Кристинехамн
  - Учебные роты:
    - Рота Лекхюттан (Lekhyttan kompani) — подготовка штабного и тылового персонала
    - (Eda Skans kompani) — подготовка связистов
    - Рота Бру (Bro kompani) — подготовка для ближнего боя и подготовка сержантов
    - Рота Екебю (Ekeby kompani) — подготовка сержантов резервистов
    - Рота Коппарберг (Kopparberg kompani) — основная подготовка
    - Рота Нораског (или Норский лес) (Noraskog kompani) — орудийная рота
    - Рота Рисеберга (Riseberga kompani) — орудийная рота
    - Рота Тингвалла (Tingvalla kompani) — хозяйственная рота
    - Рота Рансэтер (Ransäter kompani) — ?
    - Рота Финско́га (Finnskoga kompani) — ?

Войсковая ПВО (Luftvärnstrupperna)
- Полк ПВО (6-й полк ПВО) (Luftvärnsregementet (Lv 6)), Гарнизон Хальмстад
  - Учебные роты:
    - Штабная и тыловая рота (Stab & Trosskompaniet)
    - Рота в готовности (Beredskapskompaniet)
    - Батарея ПВО (Luftvärnskompaniet)
    - Испытательная рота (Försökskompaniet)
    - Боевая школа ПВО (Luftvärnets stridsskola)

Инженерные войска (Ingenjörtrupperna)
- Гёталандский инженерный полк (2-й инженерный) (Göta ingenjörregemente (Ing 2)), Гарнизон Екшё

РХБЗ (CBRN-förband)
- Центр для тотальной защиты ВС (Totalförsvarets skyddscentrum (SkyddC)), Гарнизон Юмео

Тыл (Trängtrupperna)
- Гёталандский полк материального снабжения (2-й полк материального снабжения) (Göta trängregemente (T 2)), Гарнизон Шёвде
  - Учебные роты:
    - 1-я рота (Карлсборгская) (Karlsborgs kompani) — основная техническая подготовка
    - 2-я рота (Карсторпская) (Karstorps kompani) — поддерживает персонала в готовности
    - 3-я рота (Мариебергская) (Mariebergs kompani) — неактивная
    - 4-я рота (Нора) (Nora kompani) — медицинская и санитарно-эвакуационная подготовка
    - 5-я рота (Альфгэмская) (Alfhems kompani) — основная штабная, медицинская и автотранспортная комендантская подготовка
    - Автотранспортная комендантская рота (Movcon-kompaniet)

### Оперативная структура

#### Формирования мирного времени
В мирное время полки обеспечивают подготовку и боевую готовность частей военного времени (krigsförbander).
- (подразделения командной поддержки)
  - Командный полк (Ledningsregementet (LedR)), Гарнизон Энчёпинг
    - 10-е подразделение психологических операций (10. psyopsförbandet)
    - 11-й батальон управления (11. ledningsplatsbataljonen)
    - 12-й батальон связи (12. sambandsbataljonen), оснащённого КШМ «Радиоленкпансартеренгбиль 2024»[2]
    - 13-й батальон РЭБ (13. telekrigbataljonen), оснащённый машинами контрбатарейной борьбы «Пейлбнингспансартерренгбиль 2023» (Pejlningspansarterrängbil 2023), машинами радиоэлектронной борьбы «Стёрпансартерренбиль 2022» (Störpansarterrängbil 2022)

  - Школа сухопутного боя (Markstridsskolan (MSS)), Гарнизон Шёвде и Полигон Престтомта
- (танковые войска и мотопехота)
  - Скараборгский полк (4-й бронетанковый) (Skaraborgs regemente (P 4)), Гарнизон Шёвде
    - 2-й штаб (2. brigadstaben)
    - 41-й бронетанковый батальон (41. pansarbataljonen), состоит из танковой роты (stridsvagnskompani) (вооружена танками «Strv 122») и механизированной роты (pansarskyttekompani) (вооружена БМП «Strf 90») и вспомогательной роты (stab- och understödskompani);
    - 42-й бронетанковый батальон (42. pansarbataljonen), состоит из танковой роты (вооружена танками «Strv 122») и механизированной роты (вооружена БМП «Strf 90») и вспомогательной роты;
    - 2-я отдельная разведывательная рота (2. brigadspaningskompaniet) (вооружён БМП «Strf 90»);
    - 1-я тяжёлая транспортная рота (1. tungtransportkompaniet)

  - Южно-Сконский полк (7-й бронетанковый) (Södra skånska regementet (P 7)), Гарнизон Ревинге
    - 71-й мотострелковый батальон (71. Motoriserade skyttebataljonen), состоит из двух механизированных рот (вооружены БТР «Pansarterrängbil 360») и вспомогательной роты;
    - 72-й механизированный батальон (72. Mekaniserade bataljonen) (вооружён БМП «Strf 90»);

  - Готландский полк (18-й бронетанковый) (Gotlands regemente (P 18)), Гарнизон Висбю
    - 181-й танковый батальон (181. pansarbataljonen), состоит из танковой роты (вооружена танками «Strv 122»),  механизированной роты (вооружена БМП «Strf 90») и вспомогательной роты (stab- och trosskompani);

  - Норрботтенский полк (19-й пехотный) (Norrbottens regemente (I 19)), Гарнизон Буден
    - 191-й бронетанковый батальон (191. pansarbataljonen), состоит из двух танковых рот (каждая вооружена танками «Strv 122»), двух механизированных рот (каждая вооружена БМП «Strf 90») и вспомогательной роты (stab- och understödskompani);
    - 192-й бронетанковый батальон (192. pansarbataljonen), состоит из двух танковых рот (каждая вооружена танками «Strv 122») и двух механизированных рот (каждая вооружена БМП «Strf 90») и вспомогательной роты (stab- och understödskompani);
    - 3-я отдельная разведывательная рота (3. brigadspaningskompaniet) (вооружён БМП «Strf 90»);
- (лёгкая мотопехота)
  - Лейб-гвардии полк (Livgardet (LG)), Гарнизон Кунгсенген (Стокгольм)
    - Лейб-гвардии батальон (Livbataljonen (Livbat))
    - 11-й батальон военной полиции (11. militärpolisbataljonen (11. mpbat))
    - 12-й мотострелковый батальон (12. motoriserade skyttebataljonen (12. motskbat))
    - 13-й батальон безопасности (контрразведки) (13. säkerhetsbataljonen (13. säkbat))

  - Далский полк (13-й пехотный) (Dalregementet (I 13)), Гарнизон Фалун
  - Вестерноррландский полк (21-й пехотный) (Västernorrlands regemente (I 21)), Sollefteå garnison
  - Лейб-гвардии гусарский полк (3-й кавалерийский) (Livregementets husarer (K 3)), Гарнизон Карльсборг
    - 31-й лёгкий (десантный) батальон (31. lätta bataljonen)
    - 32-й разведывательный батальон (32. underrättelsebataljonen)

  - Норрландский драгунский полк (4-й кавалерийский) (Norrlands dragonregemente (K 4)), Гарнизон Арвидсъяур
    - Егерский батальон СВ (Arméns jägarbataljon (AJB))

  - Емтландский фельдъегерский корпус (Jämtlands fältjägarkår (JFK)), Гарнизон Эстерсунд
- (артиллерия)
  - Боденский артиллерийский полк (8-й артиллерийский) (Bodens artilleriregemente (A 8)), Гарнизон Буден
    - 81-й артиллерийский дивизион (81. artilleribataljonen (81. artbat)), состоит из батареи управления, трёх артиллерийских батарей (оснащён самоходными гаубицами «Archer», самоходными миномётами «Gkpbv 90 Mjolnir») и разведывательной батареи (оснащён РЛС «ArtLokRR 2091»);
    - 82-й артиллерийский дивизион (82. artilleribataljonen (82. artbat)), состоит из батареи управления, трёх артиллерийских батарей (оснащён самоходными гаубицами «Archer», самоходными миномётами «Gkpbv 90 Mjolnir») и разведывательной батареи (оснащён РЛС «ArtLokRR 2091»);

  - Бергслагенский артиллерийский полк (9-й артиллерийский) (Bergslagens artilleriregemente (A 9)), Гарнизон Кристинехамн
    - 91-й артиллерийский дивизион (91. artilleribataljonen (91. artbat)), состоит из батареи управления, трёх артиллерийских батарей (оснащены самоходными гаубицами «Archer», самоходными миномётами «Gkpbv 90 Mjolnir») и разведывательной батареи (оснащён РЛС «ArtLokRR 2091»);
    - 92-й артиллерийский дивизион (92. artilleribataljonen (92. artbat)), состоит из батареи управления, трёх артиллерийских батарей (оснащён самоходными гаубицами «Archer», самоходными миномётами «Gkpbv 90 Mjolnir») и разведывательной батареи (оснащён РЛС «ArtLokRR 2091»)
- (войсковая ПВО)
  - Полк ПВО (6-й полк ПВО) (Luftvärnsregementet (Lv 6)), Гарнизон Хальмстад
    - 61-й дивизион ПВО (61. luftvärnsbataljonen (61. lvbat)), состоит из батареи управления и двух батарей ПВО (вооружен ЗРК дальнего действия «Пэтриот» и ЗРК малой дальности «IRIS-T»);
    - 62-й дивизион ПВО (62. luftvärnsbataljonen (62. lvbat)), состоит из батареи управления и двух батарей ПВО (вооружён ЗРК дальнего действия «Пэтриот» и ЗРК малой дальности «IRIS-T»);
- (инженерные войска)
  - Гёталандский инженерный полк (2-й инженерный) (Göta ingenjörregemente (Ing 2)), Гарнизон Екшё
    - 21-й инженерный батальон (21. ingenjörbataljonen), состоит из роты управления, двух инженерных рот (оснащён «Ingenjörbandvagn 120» (инженерный вариант «Леопарда-2»), Bandvagn 410 (BvS 10) и pansarterrängbil 203 (XA-180)) и одной мостовой роты (оснащён танковыми мостоукладчиками «Brobv 120»);
    - 22-й инженерный батальон (22. ingenjörbataljonen), состоит из роты управления, двух инженерных рот (оснащён «Ingenjörbandvagn 120», Bandvagn 410 и pansarterrängbil 203) и одной мостовой роты (оснащён танковыми мостоукладчиками «Brobv 120»);
- (войска РХБЗ)
  - Центр для тотальной защиты ВС (Totalförsvarets skyddscentrum (SkyddC)), Гарнизон Юмео
    - Штабная часть РХБЗ (Stabsenhet CBRN)
    - 1-я рота РХБЗ (Рота Свеа) (1. CBRN-kompaniet) (Swea kompani)
- (войска материального снабжения)
  - Гёталандский полк материального снабжения (2-й тыловой) (Göta trängregemente (T 2)), Гарнизон Шёвде;
    - 1-й батальон материального снабжения (1. logistikbataljonen (1. logbat));
    - 2-й батальон материального снабжения (2. logistikbataljonen (2. logbat));
    - 1-я автотранспортная комендантская рота (1. trafik och transportledningskompaniet).

До 2018 командир каждого из некоторых полков являлся одновременно командиром округа в территориальных войсках (militärregionen), так командир Южно-Сконского полка являлся командиром Южного округа, командир Скараборгского полка - командиром Западного округа, командир Лейб-гвардии - командиром Центрального округа, командир Норботтенского полка - командиром Северного округа. 

#### Формирования военного времени
В военное время тактическим соединением является бригада (brigaden), воинскими частями - отдельные батальоны и отдельные дивизионы (bataljonen).
- 2-я бригада (Andra brigaden (2. brigaden))
  - штаб (2. brigadstaben) на основе штаба Скараборгского полка;
  - 111-я рота управления (111. ledningskompaniet) Полка управления (на КШМ «Stripbv 90»);
  - 42-й бронетанковый батальон (42. pansarbataljonen) Скараборгского полка (на танках «Strv 122» и БМП «Strf 90»);
  - 191-й механизированный батальон (191. mekaniserade bataljonen) Норрботтенского полка (на танках «Strv 122» и БМП «Strf 90»);
  - 71-й мотострелковый батальон (71. motoriserade skyttebataljonen) Южно-Сконского полка (на БТР «Patgb 360»);
  - 91-й артиллерийский дивизион (91. artilleribataljonen) Артиллерийского полка (на самоходных гаубицах «Арчер», самоходных миномётах «Gkpbv 90 Mjolnir» и РЛС «ArtLokRR 2091»);
  - 61-й дивизион ПВО (61. luftvärnsbataljonen) Полка ПВО (на ЗРК «Пэтриот» и «IRIS-T»);
  - 2-я отдельная разведывательная рота (2. brigadspaningskompaniet) Скараборгского полка (на БМП «Strf 90»)
  - 21-й инженерный батальон (21. ingenjörbataljonen) Инженерного полка (на ИМР «Ingbv 120»);
  - 1-й батальон материального снабжения (1. logistikbataljonen) Полка материального снабжения;
- 3-я бригада (Tredje brigaden (3. brigaden))
  - штаб (3. brigadstaben) на основе штаба Норботтенского полка;
  - 112-я рота управления (112. ledningskompaniet) Полка управления (на КШМ «Stripbv 90»);
  - 41-й бронетанковый батальон (41. pansarbataljonen) Скараборгского полка (на танках «Strv 122» и БМП «Strf 90»);
  - 192-й механизированный батальон (192. mekaniserade bataljonen) Норрботтенского полка (на танках «Strv 122» и БМП «Strf 90»);
  - 72-й механизированный батальон (72. mekaniserade bataljonen) Скараборгского полка (на «Strf 90»);
  - 92-й артиллерийский дивизион (92. artilleribataljonen) Артиллерийского полка (на самоходных гаубицах «Арчер», самоходных миномётах «Gkpbv 90 Mjolnir» и РЛС «ArtLokRR 2091»);
  - 62-й дивизион ПВО (62. luftvärnsbataljonen) Полка ПВО (на ЗРК «Пэтриот» и «IRIS-T»);
  - 3-я отдельная разведывательная рота (3. brigadspaningskompaniet) Норрботтенского полка (на БМП «Strf 90»);
  - 22-й инженерный батальон (22. ingenjörbataljonen) Инженерного полка (на ИМР «Ingbv 120»);
  - 2-й батальон материального снабжения (2. logistikbataljonen) Полка материального снабжения.

### Перспективная структура
Согласно перспективного плана развития вооруженых сил до 2030 года в разделе для сухопутных войск предусмотрена следующая структура:
Штаб сухопутных войск (Arméstab)
- 1-я дивизия (1. divisionen, формируется до 2025 года)
  - 1-й штабной батальон дивизии (1. divisionsledningsbataljonen, формируется до 2030 года)
  - Лейб-гвардии бригада (1-я пехотная бригада) (Livgardesbrigaden (IB 1)) (бригада в сократеного состава для обороны города Стокгольма, в програмных документов присутствует как Боевая группа Меларен (Stridsgrupp Mälardalen (SG MÄL)), формируется в периоде 2024—2029 на базе Лейб-гвардейского полка)
    - Штаб боевой группы Меларен (Stridsgruppsstab MÄL)
    - Командная рота Меларен (Ledningskompani MÄL)
    - Лейб-гвардии батальон (Livbataljon)
    - 1-й мотострелковый батальон (1. Motoriserade skyttebataljonen) (на базе 12-го моторизованного батальона Лейб-гвардейского полка LG)
    - 1-й мотострелковый батальон (2. Motoriserade skyttebataljonen) (матчасть из 71-го мотострелкового батальона Южно-Сконского полка P 7)
    - Артиллерийская рота Меларен (Artillerikompani MÄL)
    - Батарея ПВО Меларен (Luftvärnskompani MÄL)

  - Скараборгская бригада (4-я механизированная бригада) (Skaraborgsbrigaden (MekB 4)) (формируется в периоде 2022—2025 на базе существующей мобилизационной 2-й бригады)
    - штаб (4. Brigadstaben) и  4-я отдельная штабная рота (4. Brigadledningskompaniet)
    - 41-й механизированный батальон (41. Mekaniserade bataljonen)
    - 42-й механизированный батальон (42. Mekaniserade bataljonen)
    - 43-й механизированный батальон (43. Mekaniserade bataljonen)
    - 4-й артиллерийский дивизион (4. Brigadartilleribataljonen) (на базе переформированного 92-го артдивизиона)
    - 4-я отдельная батарея ПВО (4. Brigadluftvärnskompaniet)
    - 4-я отдельная рота связи (4. Brigadsambandskompaniet),
    - 4-я отдельная разведывательная рота (4. Brigadspaningskompaniet),
    - 4-й инженерный батальон (4. Brigadingenjörbataljonen) (на базе переформированного 21-го инженерного батальона),
    - 4-й батальон обслуживания (4. Brigadunderhållsbataljonen) (на базе переформированного 1-го логистического батальона),
    - 4-я рота транспорта танков (4. Stridsvagnstransportkompaniet)

  - Сконская бригада (7-я механизированная бригада) (Skånska brigaden (MekB 7)) (формируется до 2030 года на базе Южно-Сконского полка)
    - штаб (7. Brigadstaben) и отдельная штабная рота (7. Brigadledningskompaniet)
    - 71-й механизированный батальон (71. Mekaniserade bataljonen)
    - 72-й механизированный батальон (72. Mekaniserade bataljonen)
    - 73-й механизированный батальон (73. Mekaniserade bataljonen)
    - 7-й артиллерийский дивизион (7. Brigadartilleribataljonen)
    - 7-я отдельная батарея ПВО (7. Brigadluftvärnskompaniet)
    - 7-я отдельная рота связи (7. Brigadsambandskompaniet),
    - 7-я отдельная разведывательная рота (7. Brigadspaningskompaniet),
    - 7-й инженерный батальон (7. Brigadingenjörbataljonen),
    - 7-й батальон обслуживания (7. Brigadunderhållsbataljonen),
    - 7-я рота транспорта танков (7. Stridsvagnstransportkompaniet)

  - Норрботтенская бригада (19-я механизированная бригада) (Norrbottensbrigaden (NMekB 19)) (формируется до 2026 году на базе существующей мобилизационной 3-й бригады)
    - штаб (19. Brigadstaben) и отдельная штабная рота (19. Brigadledningskompaniet)
    - 191-й механизированный батальон (191. Mekaniserade bataljonen)
    - 192-й механизированный батальон (192. Mekaniserade bataljonen)
    - 193-й механизированный батальон (193. Mekaniserade bataljonen)
    - 19-й артиллерийский дивизион (19. Brigadartilleribataljonen) (на базе переформированного 91-го артдивизиона)
    - 19-я отдельная батарея ПВО (19. Brigadluftvärnskompaniet)
    - 19-я отдельная рота связи (19. Brigadsambandskompaniet),
    - 19-я отдельная разведывательная рота (19. Brigadspaningskompaniet),
    - 19-й инженерный батальон (19. Brigadingenjörbataljonen) (на базе переформированного 22-го инженерного батальона),
    - 19-й батальон обслуживания (19. Brigadunderhållsbataljonen),
    - 19-я рота транспорта танков (19. Stridsvagnstransportkompaniet)
- Боевая группа Готланд (Stridsgrupp Gotland) (формируется до 2028 года)
  - штаб (18. Stridsgruppsstaben) и штабная рота (18. Ledningskompaniet)
  - 181-й механизированный батальон (Готланд) (181. Mekaniserade bataljonen (G))
  - 18-я артиллерийская рота (18. Artillerikompaniet)
  - 18-я часть ПВО (18. Luftvärnsenheten)
  - 18-я инженерная рота (18. Ingenjörkompaniet),
  - 18-я рота технического обслуживания (18. Underhållskompaniet)
- Егерский батальон (лёгкий батальон штурмовой пехоты Jägarbataljon, формируется до 2027 года на базе лёгкого стрелкового батальона Lätt skyttebataljon)
- 2 северных егерских батальона (Norrlandsjägarbataljoner, первый существует, второй формируется до 2030 года)
- 5 стрелковых батальонов локальной обороны (5 Lokalförsvarsskyttebataljoner, в составе СВ, в процессе формирования до 2030 года)
- 2 дивизиона ПВО 103/98 (2 Luftvärnsbataljoner 103/98)
- Батальон разведки (Underrättelsebataljon, существующий)
- Батальон безопасности (контр-разведки) (Säkerhetsbataljon, существующий)
- 5 отряды безопасности (контр-разведки) военных регионов (5 MR-säkerhetsförbander)
- Батальон военной полиции (Militärpolisbataljon, существующий)
- 2 оперативных батальона связи (2 operativ sambandsbataljoner, первий существующий, второй формируется до 2030 года)
- Оперативный отряд коммуникаций (Operativt kommunikationsförband, формируется в 2023 года)
- 2 отряда киберзащиты IT-систем (IT-försvarsförband (ITF), первый существующий, второй формируется в 2028 года)
- Батальон РЭБ (Telekrigbataljon, существующий)
- Часть РЭБ поддержки (Telekrigstödenheten (TKSE), существующая)
- Рота РХБЗ (CBRN-kompani, существующая)
- Объединённый отряд вооружённых сил телекоммуникационных и информационных систем (Försvarsmaktens telekommunikations och informationssystemförband (FMTIS), существующий)
- Объединённый отряд вооружённых сил метеорологии и океанографии (Försvarsmaktens meteorologiska och oceanografiska centrum (METOCC), существующий)
- 2 оперативных логистических батальона (2 operativ logistikbataljoner, первый формируется в 2025 года, второй — в 2028 года)
- автотранспортная комендантская рота (Trafik och transportledningskompaniet, существующая)
- 2 госпитальние роты (2 sjukhuskompanier, до 2030 года будет переформированы в 2 полевых госпиталях fältsjukhuser)

## Вооружение и военная техника
| Список ВВТ СВ Швеции                     | Список ВВТ СВ Швеции         | Список ВВТ СВ Швеции | Список ВВТ СВ Швеции                 | Список ВВТ СВ Швеции |
| Наименование                             | Тип                          | Количество имеющихся | Страна- производитель                | Примечания |
| ---------------------------------------- | ---------------------------- | -------------------- | ------------------------------------ | --- |
| Бронетехника                             |                              |                      |                                      | |
| Strv 122                                 | основной боевой танк         | 120                  | Германия · Швеция                    | Из них 10 отправлены Украине                                                                                            |
| Strv 121 (Leopard 2A4)                   | основной боевой танк         | 8                    | Германия                             | Учебные |
| Strf 9040                                | боевая машина пехоты         | 509                  | Швеция                               | Не менее 50 отправлены Украине                                                                                          |
| BV 410 (BvS 10 MkII)                     | двухсекционный броневездеход | 153                  | Швеция                               | Планируется закупить ещё 236                                                                                            |
| Bv 206                                   | двухсекционный броневездеход | 1090                 | Швеция                               | Включая BV 309 |
| Patgb 180 (XA-180 Sisu)                  | бронетранспортёр             | 34                   | Финляндия                            | |
| Patgb 202 (XA-202 Sisu)                  | бронетранспортёр             | 20                   | Финляндия                            | |
| Patgb 203 (XA-203 Sisu)                  | бронетранспортёр             | 148                  | Финляндия                            | |
| Patgb 360 (Patria AMV)                   | бронетранспортёр             | 113                  | Финляндия                            | |
| Patgb 300 (Patria 6×6)                   | бронетранспортёр             | 20                   | Финляндия                            | Заказаны в 2023 |
| Tgb 16 Galten (RG-32M Scout)             | бронеавтомобиль              | 380                  | Южно-Африканская Республика          | Также обозначается Ptgb 06                                                                                              |
| Tgb 24 (Sisu GTP)                        | бронеавтомобиль              | н/д                  | Финляндия                            | Закуплены в рамках межправительственного соглашения по взаимному развитию ВПК                                           |
| Артиллерия                               |                              |                      |                                      | |
| AS 08 (FH77 BW L52 Archer)               | 155-мм самоходная гаубица    | 26+48                | Швеция                               | 2 варианта: на шасси Volvo A30D и RMMV HX2                                                                              |
| Gkpbv 90 Mjolnir                         | 2×120-мм самоходный миномёт  | 80                   | Швеция                               | |
| Grk m/41D (Tampella 120 Krh/40)          | 120-мм миномёт               | 81                   | Финляндия                            | На хранении |
| Grk m/84                                 | 81-мм миномёт                | 215                  | Израиль                              | Производства фирмы Soltam                                                                                               |
| Grsp 92 (SaCO Defence Mk 19 Mod 3)       | автоматический гранатомёт    |                      | Соединённые Штаты Америки · Швеция   | Лицензионная копия |
| Средства ПВО                             |                              |                      |                                      | |
| Lvs 103 (MIM-104E Patriot)               | Система ПВО-ПРО              | 4 батареи            | Соединённые Штаты Америки            | Имеются ракеты PAC-2 GEM-T и PAC-3 MSE                                                                                  |
| RBS 97 (MIM-23 HAWK)                     | ЗРК средней дальности        | н/д                  | Соединённые Штаты Америки            | В процессе списания |
| Lvs 23 BAMSE                             | ЗРК средней дальности        | н/д                  | Швеция                               | |
| Lvrbs 98 (IRIS-T SLS)                    | ЗРК малой дальности          | 16                   | Швеция                               | Установлены на шасси BV 410 Планируется передача 2 штук Украине                                                         |
| Rbs 70 NG                                | ПЗРК                         | Не менее 70          | Швеция                               | Используются с РЛС SAAB Giraffe 75 Некоторое количество передано Украине в 2023                                         |
| Lvkv 90                                  | 40-мм ЗСУ                    | 30                   | Швеция                               | Из них 3 Lvkv 90C |
| Инженерная техника                       |                              |                      |                                      | |
| Ingbv 120 (AEV 3 Kodiak)                 | инженерный танк              | 6                    | Германия                             | |
| Bgbv 120 (BPz 3 Büffel)                  | БРЭМ                         | 14                   | Германия                             | |
| Bgbv 90                                  | БРЭМ                         | 26                   | Швеция                               | В 3 модификациях |
| Brobv 120 (Leopard 2 Leguan)             | танковый мостоукладчик       | 3                    | Германия                             | |
| Djminröjm 1T (Scanjack 3500)             | самоходный минный трал       |                      | Швеция                               | |
| Hl 18T (Volvo L90F)                      | бронированный погрузчик      |                      | Швеция                               | |
| Amfibiebro 400 (M3 Amphibious Rig)       | понтонно-мостовой парк       | 12                   | Германия · Соединённые Штаты Америки | |
| Bgtgb 20MS (Hägglunds Moelv 20T Crane)   | автокран                     |                      | Швеция                               | Устанавливаются на шасси Scania и Volvo                                                                                 |
| Радары                                   |                              |                      |                                      | |
| ArtLokRR 2091                            | РЛС контрбатарейной борьбы   | н/д                  | /                                    | На базе Bv 208 |
| Автомобильная техника                    |                              |                      |                                      | |
| Tgb 14 (Mercedes-Benz G-Class)           | армейский внедорожник        | 435                  | Германия                             | |
| Ptgb 5Ko (Mercedes-Benz Sprinter 313)    | микроавтобус                 |                      | Германия                             | Стандартный транспорт Хемверна                                                                                          |
| Pb 8 (Mercedes-Benz Sprinter 316)        | микроавтобус                 | 400                  | Германия                             | Стандартный транспорт Хемверна                                                                                          |
| Tgb M/70 (IVECO MUV M70 4x4)             | тактический грузовик         | 400                  | Италия                               | Планируется закупить суммарно 3000                                                                                      |
| RMMV HX                                  | армейский грузовик           |                      | Германия                             | |
| Volvo FMX                                | крупнотоннажный грузовик     |                      | Швеция                               | |
| Rfb 14T (MAN TG-MIL)                     | крюковый погрузчик           |                      | Германия                             | |
| Rfb 6 (Scania P124 8x8)                  | крюковый погрузчик           |                      | Швеция                               | Оборудованы бронекабиной                                                                                                |
| Volvo FM                                 | крюковый погрузчик           |                      | Швеция                               | |
| Mc 810 (BMW F800 GS Adventure)           | мотоцикл                     |                      | Германия                             | Стандартный мотоцикл военной полиции                                                                                    |
| Mc 409 (KTM 400 EXC)                     | мотоцикл                     |                      | Австрия                              | |
| Противотанковое вооружение               |                              |                      |                                      | |
| Rbs 55 (BGM-71A TOW)                     | ПТУР                         |                      | Соединённые Штаты Америки            | Планируется замена на Akeron                                                                                            |
| Rbs 56                                   | ПТУР                         |                      | Швеция                               | Планируется замена на Akeron                                                                                            |
| Rbs 58 (SAAB MMP)                        | ПТУР                         |                      | Франция · Швеция                     | Лицензионная копия |
| Rbs 57 (SAAB NLAW)                       | противотанковый гранатомёт   |                      | Швеция · Великобритания              | |
| Grg m/18 (Carl Gustaf M4)                | противотанковый гранатомёт   |                      | Швеция                               | |
| Pskott m/86 (AT-4CS)                     | противотанковый гранатомёт   |                      | Швеция                               | |
| Стрелковое вооружение                    |                              |                      |                                      | |
| Ak24 (SAKO m/23)                         | штурмовая винтовка           |                      | Финляндия · Швеция                   | В будущем станет стандартной винтовкой ВС Швеции. Штатно комплектуется прицелом Rödpunktsikte 18 EHV (Aimpoint CompM5). |
| Bofors Ak5                               | штурмовая винтовка           |                      | Швеция                               | Планируется замена на SAKO m/23                                                                                         |
| Bofors Ak4 (H&K G3)                      | штурмовая винтовка           |                      | Германия · Швеция                    | Преимущественно выдаётся Хемверну                                                                                       |
| Ak417 (HK417)                            | снайперская винтовка         |                      | Германия                             | Преимущественно выдаётся SOG Планируется замена на SAKO m/23                                                            |
| Psg 90 (Accuracy International AW)       | снайперская винтовка         |                      | Великобритания · Швеция              | С прицелом Kikarsikte 90 (Hensoldt ZF 500)                                                                              |
| Psg 08 (SAKO TRG-42)                     | снайперская винтовка         |                      | Финляндия                            | |
| Ksp 58 (FN MAG)                          | пулемёт                      |                      | Бельгия · Швеция                     | Лицензионная копия |
| Ksp 90 (FN Minimi)                       | пулемёт                      |                      | Бельгия                              | 2 варианта: FN Minimi и FN Minimi Para Планируется полный переход на Minimi Para                                        |
| Ksp 88 (FN M2 HB QCB)                    | пулемёт                      |                      | Соединённые Штаты Америки · Бельгия  | |
| Kpist MP 7                               | пистолет-пулемёт             |                      | Германия                             | MP7A2 |
| Förstärkningsgevär 870 C (Remington 870) | дробовик                     |                      | Соединённые Штаты Америки            | |
| Pist 88 (Glock 17)                       | пистолет                     |                      | Австрия                              | Большинство модифицировано до уровня Glock 17 Gen 4 и обозначается Pist 88C                                             |

## Знаки различия

### Генералы и офицеры
| Категории       | Генералы | Генералы          | Генералы      | Генералы          | Старшие офицеры | Старшие офицеры | Старшие офицеры | Старшие офицеры | Младшие офицеры | Младшие офицеры | Младшие офицеры    | Кадеты (кандидаты в офицеры) | Кадеты (кандидаты в офицеры) |  |
| --------------- | -------- | ----------------- | ------------- | ----------------- | --------------- | --------------- | --------------- | --------------- | --------------- | --------------- | ------------------ | ---------------------------- | ---------------------------- |  |
|                 |          |                   |               |                   |                 |                 |                 |                 |                 |                 |                    |                              |                              |  |
| Шведское звание | General  | Generallöjtnant   | Generalmajor  | Brigadgeneral     | Överste 1. gr   | Överste         | Överstelöjtnant | Major           | Kapten          | Löjtnant        | Fänrik 4           | Kadett 2 året                | Kadett 1 året                |  |
| Соответствие    | Генерал  | Генерал-лейтенант | Генерал-майор | Бригадный генерал | Бригадир        | Полковник       | Подполковник    | Майор           | капитан         | Лейтенант       | Прапорщик (фенрих) | «Кадет второго года»         | «Кадет первого года»         |  |
| Сокращение      | Gen      | GenLt             | GenMj         | BrigGen           | Öv 1.gr         | Öv              | Övlt            | Mj              | Kn              | Lt              | Fk                 |                              |                              |  |
|                 |          |                   |               |                   |                 |                 |                 |                 |                 |                 |                    |                              |                              |  |

### Сержанты и рядовые
|                     |                           |                |           |          |                | No insignia |  |  |  |  |  |  |
| Swedish Rank        | Fanjunkare                | Sergeant       | Överfurir | Furir    | Korpral        | Menig       |  |  |  |  |  |  |
| British equivalents | Warrant Officer 2nd Class | Staff Sergeant | Sergeant  | Corporal | Lance-Corporal | Private     |  |  |  |  |  |  |
| Abbreviation        | Fj                        | Sg             | ÖFu       | Fu       | Krp            |             |  |  |  |  |  |  |
|                     |                           |                |           |          |                |             |  |  |  |  |  |  |